# Molly Nilsson
Molly Nilsson (Stockholm, 14 december 1984) is een Zweeds singer-songwriter. Ze had haar eerste succes met het nummer "Hey Moon", dat verscheen op haar debuutalbum These Things Take Time uit 2008. Ze brengt voornamelijk synth pop met invloeden van new wave.
Haar muziekstijl staat er voorts om bekend dat deze vergelijkbaar is met een moment waarop bij mensen een toestand van hypnagogie is bereikt, de toestand tussen wakker zijn en slapen (lees: wegdromen). Nilssons teksten zijn soms donker van aard en over het algemeen balanceert ze vaak tussen hoop, blijdschap, ingehouden woede en eenzaamheid (vb. de nummers "Whiskey Sour" en "The Lonely"). "Hey Moon", waarmee ze haar eerste succes had, is bedoeld als een langgerekte serenade voor de nacht. Het nummer klinkt dientengevolge zeer melancholisch.  Haar stijl wordt voorts als een subgenre van popmuziek aanzien, met name als hypnagogische pop. 
Nilsson bracht reeds negen studioalbums uit. Ze woont in Berlijn sinds 2004. 

## Albums
- These Things Take Time (2008)
- Europa (2009)
- Follow the Light (2010)
- History (2011)
- The Travels (2013)
- Sólo Paraíso (2014)
- Zenith (2015)
- Imaginations (2017)
- 2020 (2018)
- Extreme (2022)

- Bibliothèque nationale de France: cb17041537x (data)
- International Standard Name Identifier: 0000 0004 5959 9804
- MusicBrainz: 3054e9b6-8573-4106-9660-a343688ed29f
- Virtual International Authority File: 14146574878738150228